# Джеймс Брокеншир
Джеймс Пітер Брокеншир (англ. James Peter Brokenshire; 7 січня 1968, Саутенд-он-Сі, Ессекс, Англія — 7 жовтня 2021, Дартфорд, Кент, Англія) — британський політик-консерватор, член парламенту з 2005 до 2010 р. і міністр з питань Північної Ірландії з 2016 до 2018 р. Міністр у справах господарювання та спільнот (2018—2019).

## Біографія
Брокеншир вивчав право в Університеті Ексетера, працював у великій міжнародній юридичній фірмі.
З 2006 до 2010 рр. — тіньовий міністр з питань зменшення злочинності.
З 2010 до 2014 рр. — парламентський заступник міністра у Міністерстві внутрішніх справ.
З 2014 до 2016 рр. — міністр з питань безпеки й імміграції.
З 2016 до 2018 — Міністр у справах Північної Ірландії.
З 2018 до 2019 — Міністр у справах господарювання та спільнот.
Одружений, мав трьох дітей.